# 清水乡 (上饶市)
清水乡，是中华人民共和国江西省上饶市广信区下辖的一个乡镇级行政单位。

## 行政区划
清水乡下辖以下地区：
清水村、墩底村、洪家村、常阜村、东汪村、前汪村、双溪村和左溪村。